# Östra Grundsjön
Östra Grundsjön är en sjö i Vilhelmina kommun i Lappland och ingår i Ångermanälvens huvudavrinningsområde. Sjön har en area på 0,297 kvadratkilometer och ligger 437,9 meter över havet.

## Delavrinningsområde
Östra Grundsjön ingår i det delavrinningsområde (716730-156914) som SMHI kallar för Inloppet i Järvsjön. Medelhöjden är 461 meter över havet och ytan är 26,34 kvadratkilometer. Räknas de 8 avrinningsområdena uppströms in blir den ackumulerade arean 115,38 kvadratkilometer. Risån som avvattnar avrinningsområdet har biflödesordning 3, vilket innebär att vattnet flödar genom totalt 3 vattendrag innan det når havet efter 328 kilometer. Avrinningsområdet består mestadels av skog (60 procent) och sankmarker (30 procent). Avrinningsområdet har 0,57 kvadratkilometer vattenytor vilket ger det en sjöprocent på 2,2 procent.